# بارپتا
بارپتا (به انگلیسی: Barpeta) یک منطقهٔ مسکونی در هند است که در بخش بارپتا واقع شده‌است. بارپتا ۴۲٬۶۴۹ نفر جمعیت دارد و ۳۵ متر بالاتر از سطح دریا واقع شده‌است.